# Tetracanthella quinqueoculata
Tetracanthella quinqueoculata is een springstaartensoort uit de familie van de Isotomidae. De wetenschappelijke naam van de soort is voor het eerst geldig gepubliceerd in 1998 door Simon & Lucianez.